# Shane Long
Shane Patrick Long (Gortnahoe, County Tipperary, Ierland, 22 januari 1987) is een Iers voetballer die doorgaans als aanvaller speelt. Hij tekende in augustus 2014 een in eerste instantie vierjarig contract bij Southampton, dat circa € 15.000.000,- voor hem betaalde aan Hull City. In februari 2021 werd hij verhuurd aan Bournemouth. Long debuteerde in 2007 in het Iers voetbalelftal, waarmee hij zich kwalificeerde voor de Europees kampioenschappen voetbal 2012 en 2016.

## Clubcarrière

### Cork City
Long werd ontdekt door de voetbalclub Cork City en werd daar in de jeugdopleiding opgenomen. Hij tekende op 1 juli 2004 een contract dat hem deels ook een opleiding daarbij gaf. In het seizoen van 2005 werd hij opgenomen in de hoofdmacht en debuteerde op 25 maart 2005 eenmalig als invaller. Tijdens het seizoen kreeg de Engelse club Reading FC interesse in zowel Long als Kevin Doyle, waarna beiden verhuisden naar de club, op dat moment actief in de Championship.

### Reading
Sinds het seizoen 2005/06 had Long regelmatig een basisplaats. Tijdens het seizoen 2010/11 wist hij tevens veelvuldig het net te vinden en scoorde hij 23 keer in de Championship. Hij werd voor het seizoen 2010/11 bekroond met een prijs voor beste speler van Reading, uitgereikt door de supporters. In 2010 werd hij door de Ierse voetbalbond uitgeroepen tot voetbaltalent van het jaar.

### West Bromwich Albion
Op 9 augustus 2011 tekende Long voor Premier League-club West Bromwich Albion. Het transferbedrag werd geschat op £ 4,5 miljoen pond. Na drie seizoenen maakte hij de overstap naar Hull City AFC, waar hij één seizoen speelde, en tekende in augustus 2014 een contract bij Southampton, op dat moment onder leiding van trainer Ronald Koeman.

## Clubsstatistieken
| Seizoen         | Club                 | Competitie       | Competitie | Competitie | Beker | Beker | Internationaal | Internationaal | Totaal | Totaal |
| Seizoen         | Club                 | Competitie       | Wed.       | Dlp.       | Wed.  | Dlp.  | Wed.           | Dlp.           | Wed.   | Dlp.   |
| --------------- | -------------------- | ---------------- | ---------- | ---------- | ----- | ----- | -------------- | -------------- | ------ | ------ |
| 2005            | Cork City            | Premier Division | 1          | 0          | 1     | 0     | –              | –              | 2      | 0      |
| Club totaal     | Club totaal          | Club totaal      | 1          | 0          | 1     | 0     | 0              | 0              | 2      | 0      |
| 2005/06         | Reading              | Championship     | 11         | 3          | 4     | 1     | –              | –              | 15     | 4      |
| 2006/07         | Reading              | Premier League   | 21         | 2          | 3     | 2     | –              | –              | 24     | 4      |
| 2007/08         | Reading              | Premier League   | 29         | 3          | 3     | 0     | –              | –              | 32     | 3      |
| 2008/09         | Reading              | Championship     | 39         | 9          | 4     | 0     | –              | –              | 43     | 9      |
| 2009/10         | Reading              | Championship     | 31         | 6          | 5     | 3     | –              | –              | 36     | 9      |
| 2010/11         | Reading              | Championship     | 47         | 23         | 5     | 2     | –              | –              | 52     | 25     |
| 2011/12         | Reading              | Championship     | 1          | 0          | 0     | 0     | –              | –              | 1      | 0      |
| Club totaal     | Club totaal          | Club totaal      | 179        | 46         | 24    | 8     | 0              | 0              | 203    | 54     |
| 2011/12         | West Bromwich Albion | Premier League   | 32         | 8          | 1     | 0     | –              | –              | 33     | 8      |
| 2012/13         | West Bromwich Albion | Premier League   | 34         | 8          | 3     | 3     | –              | –              | 37     | 11     |
| 2013/14         | West Bromwich Albion | Premier League   | 15         | 3          | 2     | 0     | –              | –              | 17     | 3      |
| Club totaal     | Club totaal          | Club totaal      | 81         | 19         | 6     | 3     | 0              | 0              | 87     | 22     |
| 2013/14         | Hull City            | Premier League   | 15         | 4          | 0     | 0     | –              | –              | 15     | 4      |
| 2014/15         | Hull City            | Premier League   | 0          | 0          | 0     | 0     | 2              | 0              | 2      | 0      |
| Club totaal     | Club totaal          | Club totaal      | 15         | 4          | 0     | 0     | 2              | 0              | 17     | 4      |
| 2014/15         | Southampton          | Premier League   | 32         | 5          | 7     | 2     | –              | –              | 39     | 7      |
| 2015/16         | Southampton          | Premier League   | 28         | 10         | 3     | 2     | 3              | 1              | 34     | 13     |
| 2016/17         | Southampton          | Premier League   | 32         | 3          | 8     | 2     | 5              | 0              | 45     | 5      |
| 2017/18         | Southampton          | Premier League   | 30         | 2          | 5     | 0     | –              | –              | 35     | 2      |
| 2018/19         | Southampton          | Premier League   | 26         | 5          | 2     | 0     | –              | –              | 28     | 5      |
| Club totaal     | Club totaal          | Club totaal      | 148        | 25         | 25    | 6     | 8              | 1              | 181    | 32     |
| Carrière totaal | Carrière totaal      | Carrière totaal  | 424        | 94         | 56    | 17    | 10             | 1              | 490    | 112    |

Bijgewerkt tot en met 29 mei 2019

## Interlandcarrière
Onder leiding van bondscoach Steve Staunton maakte Long zijn debuut in het Iers voetbalelftal op 7 februari 2007 in het EK-kwalificatieduel tegen San Marino (1–2), net als Stephen Hunt en Anthony Stokes. Long nam met Ierland deel aan het Europees kampioenschap voetbal 2012 in Polen en Oekraïne, waar de ploeg van bondscoach Giovanni Trapattoni werd uitgeschakeld in de groepsronde na drie nederlagen. In mei 2016 werd Long opgenomen in de selectie voor het EK 2016 in Frankrijk. Ierland werd in de achtste finale uitgeschakeld door gastland Frankrijk na twee doelpunten van Antoine Griezmann.
| Interlands van Shane Long voor Ierland | Interlands van Shane Long voor Ierland | Interlands van Shane Long voor Ierland | Interlands van Shane Long voor Ierland | Interlands van Shane Long voor Ierland | Interlands van Shane Long voor Ierland | Interlands van Shane Long voor Ierland |
| №                                      | Datum                                  | Wedstrijd                              | Uitslag                                | Soort wedstrijd                        | Doelpunten                             |                                        |
| Als speler bij Reading                 | Als speler bij Reading                 | Als speler bij Reading                 | Als speler bij Reading                 | Als speler bij Reading                 | Als speler bij Reading                 | Als speler bij Reading                 |
| -------------------------------------- | -------------------------------------- | -------------------------------------- | -------------------------------------- | -------------------------------------- | -------------------------------------- | -------------------------------------- |
| 1.                                     | 7 februari 2007                        | San Marino – Ierland                   | 1 – 2                                  | Kwalificatie EK 2008                   |                                        |                                        |
| 2.                                     | 28 maart 2007                          | Ierland – Slowakije                    | 1 – 0                                  | Kwalificatie EK 2008                   |                                        |                                        |
| 3.                                     | 23 mei 2007                            | Ecuador – Ierland                      | 1 – 1                                  | Vriendschappelijk                      |                                        |                                        |
| 4.                                     | 26 mei 2007                            | Bolivia – Ierland                      | 1 – 1                                  | Vriendschappelijk                      | 12'                                    |                                        |
| 5.                                     | 22 augustus 2007                       | Denemarken – Ierland                   | 0 – 4                                  | Vriendschappelijk                      | 54' 66'                                |                                        |
| 6.                                     | 12 september 2007                      | Tsjechië – Ierland                     | 1 – 0                                  | Kwalificatie EK 2008                   |                                        |                                        |
| 7.                                     | 13 oktober 2007                        | Ierland – Duitsland                    | 0 – 0                                  | Kwalificatie EK 2008                   |                                        |                                        |
| 8.                                     | 24 mei 2008                            | Ierland – Servië                       | 1 – 1                                  | Vriendschappelijk                      |                                        |                                        |
| 9.                                     | 19 november 2008                       | Ierland – Polen                        | 2 – 3                                  | Vriendschappelijk                      |                                        |                                        |
| 10.                                    | 29 mei 2009                            | Nigeria – Ierland                      | 1 – 1                                  | Kwalificatie WK 2010                   |                                        |                                        |
| 11.                                    | 12 augustus 2009                       | Ierland – Australië                    | 0 – 3                                  | Vriendschappelijk                      |                                        |                                        |
| 12.                                    | 25 mei 2010                            | Ierland – Paraguay                     | 2 – 1                                  | Vriendschappelijk                      |                                        |                                        |
| 13.                                    | 28 mei 2010                            | Ierland – Algerije                     | 3 – 0                                  | Vriendschappelijk                      |                                        |                                        |
| 14.                                    | 8 oktober 2010                         | Ierland – Rusland                      | 2 – 3                                  | Kwalificatie EK 2012                   | 78'                                    |                                        |
| 15.                                    | 12 oktober 2010                        | Slowakije – Ierland                    | 1 – 1                                  | Kwalificatie EK 2012                   |                                        |                                        |
| 16.                                    | 17 november 2010                       | Ierland – Noorwegen                    | 1 – 2                                  | Vriendschappelijk                      | 5' (pen.)                              |                                        |
| 17.                                    | 8 februari 2011                        | Ierland – Wales                        | 3 – 0                                  | Carling Nations Cup                    |                                        |                                        |
| 18.                                    | 26 maart 2011                          | Ierland – Macedonië                    | 2 – 1                                  | Kwalificatie EK 2012                   |                                        |                                        |
| 19.                                    | 29 maart 2011                          | Ierland – Uruguay                      | 2 – 3                                  | Vriendschappelijk                      | 16'                                    |                                        |
| 20.                                    | 4 juni 2011                            | Macedonië – Ierland                    | 0 – 2                                  | Kwalificatie EK 2012                   |                                        |                                        |
| 21.                                    | 7 juni 2011                            | Italië – Ierland                       | 0 – 2                                  | Vriendschappelijk                      |                                        |                                        |
| Als speler bij West Bromwich Albion    |                                        |                                        |                                        |                                        |                                        |                                        |
| 22.                                    | 10 augustus 2011                       | Ierland – Kroatië                      | 0 – 0                                  | Vriendschappelijk                      |                                        |                                        |
| 23.                                    | 7 oktober 2011                         | Andorra – Ierland                      | 0 – 2                                  | Kwalificatie EK 2012                   |                                        |                                        |
| 24.                                    | 29 februari 2012                       | Ierland – Tsjechië                     | 1 – 1                                  | Vriendschappelijk                      |                                        |                                        |
| 25.                                    | 26 mei 2012                            | Ierland – Bosnië en Herzegovina        | 1 – 0                                  | Vriendschappelijk                      | 78'                                    |                                        |
| 26.                                    | 10 juni 2012                           | Kroatië – Ierland                      | 3 – 1                                  | EK 2012                                |                                        |                                        |
| 27.                                    | 18 juni 2012                           | Italië – Ierland                       | 2 – 0                                  | EK 2012                                |                                        |                                        |
| 28.                                    | 7 september 2012                       | KAZ – Ierland                          | 1 – 2                                  | Kwalificatie WK 2014                   |                                        |                                        |
| 29.                                    | 11 september 2012                      | Oman – Ierland                         | 1 – 4                                  | Vriendschappelijk                      | 7'                                     |                                        |
| 30.                                    | 12 oktober 2012                        | Ierland – Duitsland                    | 1 – 6                                  | Kwalificatie WK 2014                   |                                        |                                        |
| 31.                                    | 16 oktober 2012                        | Faeröer – Ierland                      | 1 – 4                                  | Kwalificatie WK 2014                   |                                        |                                        |
| 32.                                    | 14 november 2012                       | Ierland – Griekenland                  | 0 – 1                                  | Vriendschappelijk                      |                                        |                                        |
| 33.                                    | 6 februari 2013                        | Ierland – Polen                        | 2 – 0                                  | Vriendschappelijk                      |                                        |                                        |
| 34.                                    | 22 maart 2013                          | Zweden – Ierland                       | 0 – 0                                  | Kwalificatie WK 2014                   |                                        |                                        |
| 35.                                    | 26 maart 2013                          | Ierland – Oostenrijk                   | 2 – 2                                  | Kwalificatie WK 2014                   |                                        |                                        |
| 36.                                    | 29 mei 2013                            | Engeland – Ierland                     | 1 – 1                                  | Vriendschappelijk                      | 31'                                    |                                        |
| 37.                                    | 2 juni 2013                            | Ierland – Georgië                      | 4 – 0                                  | Vriendschappelijk                      |                                        |                                        |
| 38.                                    | 14 augustus 2013                       | Wales – Ierland                        | 0 – 0                                  | Vriendschappelijk                      |                                        |                                        |
| 39.                                    | 6 september 2013                       | Ierland – Zweden                       | 1 – 2                                  | Kwalificatie WK 2014                   |                                        |                                        |
| 40.                                    | 10 september 2013                      | Oostenrijk – Ierland                   | 1 – 0                                  | Kwalificatie WK 2014                   |                                        |                                        |
| 41.                                    | 15 november 2013                       | Ierland – Letland                      | 3 – 0                                  | Vriendschappelijk                      | 79'                                    |                                        |
| 42.                                    | 19 november 2013                       | Polen – Ierland                        | 0 – 0                                  | Vriendschappelijk                      |                                        |                                        |
| Als speler bij Hull City               |                                        |                                        |                                        |                                        |                                        |                                        |
| 43.                                    | 5 maart 2014                           | Ierland – Servië                       | 1 – 2                                  | Vriendschappelijk                      | 8'                                     |                                        |
| 44.                                    | 25 mei 2014                            | Ierland – Turkije                      | 1 – 2                                  | Vriendschappelijk                      |                                        |                                        |
| 45.                                    | 31 mei 2014                            | Italië – Ierland                       | 0 – 0                                  | Vriendschappelijk                      |                                        |                                        |
| 46.                                    | 6 juni 2014                            | Costa Rica – Ierland                   | 1 – 1                                  | Vriendschappelijk                      |                                        |                                        |
| 47.                                    | 10 juni 2014                           | Ierland – Portugal                     | 1 – 5                                  | Vriendschappelijk                      |                                        |                                        |
| Als speler bij Southampton             |                                        |                                        |                                        |                                        |                                        |                                        |
| 48.                                    | 3 september 2014                       | Ierland – Oman                         | 2 – 0                                  | Vriendschappelijk                      |                                        |                                        |
| 49.                                    | 7 september 2014                       | Georgië – Ierland                      | 1 – 2                                  | Kwalificatie EK 2016                   |                                        |                                        |
| 50.                                    | 14 november 2014                       | Schotland – Ierland                    | 1 – 0                                  | Kwalificatie EK 2016                   |                                        |                                        |
| 51.                                    | 18 november 2014                       | Ierland – Verenigde Staten             | 4 – 1                                  | Vriendschappelijk                      |                                        |                                        |
| 52.                                    | 29 maart 2015                          | Ierland – Polen                        | 1 – 1                                  | Kwalificatie EK 2016                   | 90+1'                                  |                                        |
| 53.                                    | 7 juni 2015                            | Ierland – Engeland                     | 0 – 0                                  | Vriendschappelijk                      |                                        |                                        |
| 54.                                    | 13 juni 2015                           | Ierland – Schotland                    | 1 – 1                                  | Kwalificatie EK 2016                   |                                        |                                        |
| 55.                                    | 4 september 2015                       | Gibraltar – Ierland                    | 0 – 4                                  | Kwalificatie EK 2016                   | 79'                                    |                                        |
| 56.                                    | 7 september 2015                       | Ierland – Georgië                      | 1 – 0                                  | Kwalificatie EK 2016                   |                                        |                                        |
| 57.                                    | 8 oktober 2015                         | Ierland – Duitsland                    | 1 – 0                                  | Kwalificatie EK 2016                   | 70'                                    |                                        |
| 58.                                    | 11 oktober 2015                        | Polen – Ierland                        | 2 – 1                                  | Kwalificatie EK 2016                   |                                        |                                        |
| 59.                                    | 16 november 2015                       | Ierland – Bosnië en Herzegovina        | 2 – 0                                  | Kwalificatie EK 2016                   |                                        |                                        |
| 60.                                    | 25 maart 2016                          | Ierland – Zwitserland                  | 1 – 0                                  | Vriendschappelijk                      |                                        |                                        |
| 61.                                    | 29 maart 2016                          | Ierland – Slowakije                    | 2 – 2                                  | Vriendschappelijk                      | 22' (pen.)                             |                                        |
| 62.                                    | 27 mei 2016                            | Ierland – Nederland                    | 1 – 1                                  | Vriendschappelijk                      | 30'                                    |                                        |
| 63.                                    | 31 mei 2016                            | Ierland – Wit-Rusland                  | 1 – 2                                  | Vriendschappelijk                      |                                        |                                        |
| 64.                                    | 13 juni 2016                           | Ierland – Zweden                       | 1 – 1                                  | EK 2016                                |                                        |                                        |
| 65.                                    | 18 juni 2016                           | België – Ierland                       | 3 – 0                                  | EK 2016                                |                                        |                                        |
| 66.                                    | 22 juni 2016                           | Italië – Ierland                       | 0 – 1                                  | EK 2016                                |                                        |                                        |
| 67.                                    | 26 juni 2016                           | Frankrijk – Ierland                    | 2 – 1                                  | EK 2016                                |                                        |                                        |

## Erelijst
| Kampioen Championship | 1x | 2005/06 |